# 方运舟
方运舟（1975年6月—），安徽桐城人，汉族，九三学社社员。中华人民共和国企业家、政治人物、第十三届全国人民代表大会河南省代表。现任合众汽车董事长。

## 生平
1998年毕业于合肥工业大学汽车系，毕业后进入奇瑞汽车任职，2001年主持清洁能源汽车的研发工作。2013年-2014年在清华大学攻读博士后，师从中国科学院院士欧阳明高，并担任清华大学节能与新能源汽车中心副主任。2014年离开奇瑞，创立合众汽车，担任董事长。
2018年，方运舟被选为河南省出席第十三届全国人民代表大会代表。